# Jimmy Johnson (Gitarrist)
Jimmy Ray Johnson (* 4. Februar 1943 in Sheffield, Alabama; † 5. September 2019 in Florence, Alabama) war ein US-amerikanischer Gitarrist.

## Karriere
Johnson wuchs als Sohn eines Fabrikarbeiters auf und wurde im Alter von zirka zwölf Jahren durch die Musik von Chuck Berry zum Gitarrespiel inspiriert, während ihn seine Eltern vergeblich für Country-Musik zu begeistern versuchten. Mit 15 Jahren verdiente er sich sein erstes Geld bei einem Sock hop und spielte noch als Teenager zahlreiche Liveauftritte in Alabama. 1962 erhielt er eine Festanstellung bei den FAME Studios, er war gleichsam Rick Halls erster Mitarbeiter. Zunächst gehörten Telefondienst und andere Büroarbeiten zu seinem Tätigkeitsfeld, ab Mitte der 1960er Jahre wirkte er dann als Studiomusiker und Tontechniker. Er mischte unter anderem den Klassiker When a Man Loves a Woman von Percy Sledge ab.
Johnson spielte als Rhythmusgitarrist unter anderem auf dem Nummer-eins-Hit Respect von Aretha Franklin und den Top-10-Hits Funky Broadway und Land of 1,000 Dances von Wilson Pickett. 1969 verließ Johnson gemeinsam mit dem Schlagzeuger Roger Hawkins, Keyboarder Barry Beckett und Bassist David Hood die FAME Studios; sie gründeten mit dem Muscle Shoals Sound Studio ihr eigenes Tonstudio, in dem in der Folge zahlreiche bekannte Künstler wie Paul Simon, Cher und Lynyrd Skynyrd ihre Aufnahmen machten. Johnson saß weiterhin häufig hinter dem Mischpult und mischte unter anderem Bob Segers Hitsingle Old Time Rock and Roll sowie den Titel Brown Sugar von den Rolling Stones, welchen das Musikmagazin Rolling Stone 2004 in deren Liste der 500 besten Songs aller Zeiten aufnahm.
Johnson, der neben Chuck Berry auch Jimmy Reed und Bo Diddley sowie Chet Atkins (den Lieblingsgitarristen seines Vaters) zu seinen frühen Haupteinflüssen zählte, spielte hauptsächlich Telecaster-Modelle von Fender, die 6120 von Gretsch sowie Martin D-28-Westerngitarren. Zu Beginn seiner Karriere spielte er eine Saitenstärke von 13 und wechselte im Lauf der Jahre auf 12. Im höheren Alter verwendete er Seitenstärke 11. Nach dem Verkauf des Muscle Shoals Studios im Jahr 2005 gründete er mit Swamper Sound sein eigenes Tonstudio. Er wirkte zudem im Verwaltungsrat der Alabama Music Hall of Fame.
Johnson starb im Alter von 76 Jahren im Northwest Alabama Medical Center, wo er wegen Nierenversagen in Behandlung war. Er hinterließ seine Frau, zwei eigene Kinder und eine Stieftochter.

## Diskografie (Auszug)
- 1966: Sweet Soul Music – Arthur Conley
- 1966: The Exciting Wilson Pickett – Wilson Pickett
- 1966: I Never Loved a Man (The Way I Love You) – Aretha Franklin
- 1968: Tell Mama – Etta James
- 1969: Mourning in the Morning – Otis Rush
- 1969: 3614 Jackson Highway – Cher
- 1970: Muscle Shoals Nitty Gritty – Herbie Mann
- 1971: Sticky Fingers – Rolling Stones
- 1971: Lies – J. J. Cale
- 1971: Understanding – Bobby Womack
- 1971: Back in '72 – Bob Seger
- 1973: There Goes Rhymin' Simon – Paul Simon
- 1973: Shoot Out at the Fantasy Factory – Traffic
- 1973: One More River to Cross – Canned Heat
- 1974: Phases and Stages – Willie Nelson
- 1975: Atlantic Crossing – Rod Stewart
- 1975: Feelings – Paul Anka
- 1977: Watermark – Art Garfunkel
- 1977: Street Survivors – Lynyrd Skynyrd
- 1977: Izitso – Cat Stevens
- 1978: Luxury You Can Afford – Joe Cocker
- 1979: Slow Train Coming – Bob Dylan
- 1979: The Original Disco Man – James Brown
- 1983: Money and Cigarettes – Eric Clapton
- 1984: Havana Moon – Carlos Santana